# Mesta (Kastilien)

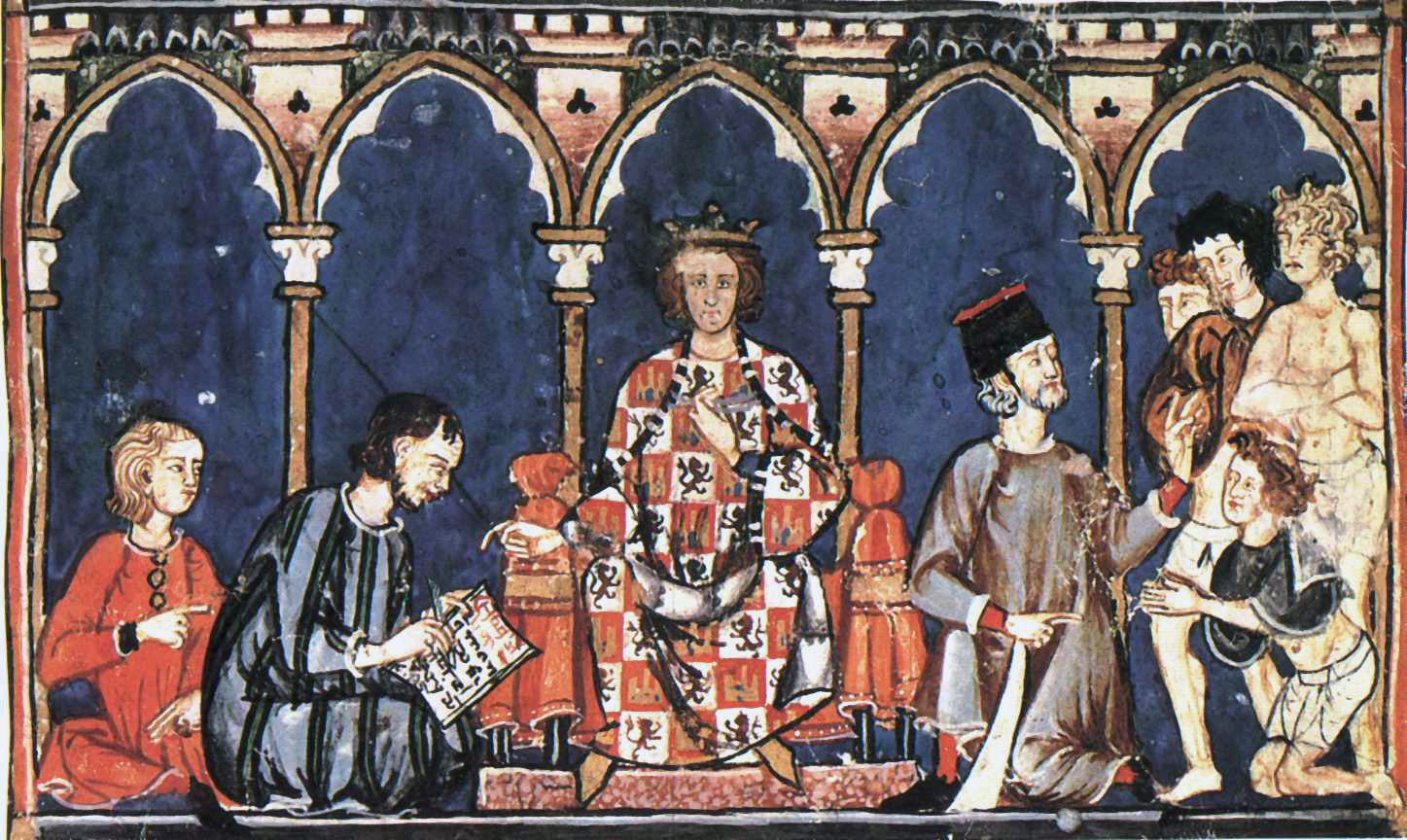
Alfons X. im Libro de los juegos

Der Honrado Concejo de la Mesta, zu deutsch Ehrenwerter Rat der Mesta, kurz die Mesta, war eine einflussreiche Vereinigung der Schafzüchter in Kastilien. Als Organisation bestand die Mesta zwischen 1273 und 1836. Sie organisierte die jährliche Transhumanz, die Wanderung der Schafherden von Andalusien und Extremadura nach Kastilien. Die kastilischen Könige gewährten der Mesta im Laufe der Zeit eine Reihe von Privilegien, die sie immer mächtiger werden ließen.

## Geschichte
Nach der Reconquista waren im südlichen Kastilien, Andalusien und der Extremadura große Gebiete nur schwach besiedelt. Die großen Ländereien (= Latifundien) waren vielfach im Besitz von Kirche und Hochadel. Diese Landeigentümer sahen damals in der Wanderschafzucht einen ausgezeichneten Weg, das Weideland zu nutzen und wirtschaftlichen Gewinn zu erzielen. Der Name Mesta leitet sich dabei her von mixta. Die Gründung der Mesta basiert auf einer bereits existierenden Gewohnheit der Bauern, sich mehrmals im Jahr an verschiedenen Orten zu treffen, um die verschiedenen Besitzern zuzuordnenden Tiere zu trennen, die auf den Wanderungen vermischt worden waren. Honrado Concejo de la Mesta kann also sinngemäß als Rat der gemischten Tierherden übersetzt werden. Als "Mestencos" wurden dabei Tiere ohne bekannte Besitzer bezeichnet.
Auf Veranlassung von König Alfons X., genannt der Weise, entstand 1273 in Kastilien der real concejo de la mesta, eine eigene Geschäftsorganisation der Schafzüchter. Sie entwickelte sich aus regionalen Vorläufern zu einer nationalen Institution, vergleichbar den Gilden, Gaffeln und Zünften in Deutschland, Flandern und den Niederlanden. Der "honrado concejo de la Mesta" existierte bis 1836, als eine nationale Vereinigung der Züchter an seine Stelle trat.

## Aufgabe
Es gibt in Spanien eine weit in die Vorgeschichte reichende Tradition der Transhumanz, bei der riesige Merino-Schafherden jahreszeitliche Wanderungen durchführen zwischen den Weidegründen des Nordens (agosteros = Sommerweiden) und la Mancha und Estremadura im Süden (invernaderos = Winterweiden). Auch in den drei kleineren Königreichen Aragón, Navarra und Portugal gab es Schäfer, die ihre Tiere über relativ weite Strecken trieben, doch ihre Wege endeten meist in ihren Königreichen. Jahreszeitlichen Almauf- und -abtrieb großer Schafherden gab es natürlich nicht nur in Spanien, sondern er war in den Alpen, in der französischen Provence, aber auch auf Sardinien und in Schottland jahrhundertelang üblich. Nirgendwo erreichte er jedoch wirtschaftlich und politisch einen solch hohen Grad an Organisation und Einfluss.
Die „mesta de los serranos“ erhob bei allen „pecheros“ (= Steuerpflichtigen), die der königlichen Steuerpflicht („pecho“) unterlagen, für jedes Schaf, das die Zentralgebirgskette überschritt, die „servicio y montazgo“, die von der kastilischen Cortes beschlossene Direktsteuer. Die Mesta, wie sie in der Literatur meist genannt wird, schützte ihre Mitglieder ab 1480 gegen Wegegelder und z. B. kommunale Verbote, auf der Straße Handel zu treiben, sorgte für die Überwachung und Instandhaltung der „cañadas reales“ (= königliche Viehtrift), der Durchgangswege und Tränken. Sie handelte langfristige Pachten als Vertreter der ca. 3.000 Viehzüchter („hermanos mesteños“) mit den Weidebesitzern aus. Die Mesta erreichte sogar, dass die Existenz der „cañadas reales“ auf ewig vom König garantiert wurde.

## Organisation
Zwei- bis dreimal jährlich wurden Hauptversammlungen der Delegierten der vier "cuadrillas", der Bezirke der Schafzüchter abgehalten, um die Politik des Verbandes festzulegen und "el honrado concejo", den Ehrenwerten Rat zu ernennen, der die "alcaldes de cuadrilla" und die "procuradores de dehesas", die Handelsagenten wählten. An der Spitze der mesta stand der ab 1454 vom königlichen Rat bestimmte "alcalde entregador", der die Streitigkeiten der Schäfer zu schlichten sowie unrechtmäßig beschlagnahmte Güter und überhöhte Steuern zurückzuerstatten hatte. Denn neben der mesta de los serranos gab es noch eine Vielzahl lokaler mestas, die ortsfeste Herden unterhielten oder solche, die nur in einem begrenzten Umkreis wanderten ("travesíos" von Vieh, das auf fremde Weiden geht).
Auf der Wolle dieser Schafherden beruhte lange Zeit Kastiliens ganzer wirtschaftlicher Stolz. Zwischen 1400 und 1500 verdreifachte sich die Zahl der Schafe auf nahezu drei Millionen Tiere.

## Handelswege
Auf den Sommerweiden zwischen León und Cuenca oder während der Wanderung wurden die Schafe geschoren. Ihre Wolle wurde in „lavaderos“ (= Waschhäusern) zuerst gesäubert und in „lonjas“ oder „laneras“ gelagert, wofür Cáceres und Segovia – einer der wichtigsten Kreuzungspunkte der cañadas – Zentrum wurden. Händler aus Burgos, Segovia und Genua kauften bereits im Vorhinein einen Teil der Produktion, der nach Flandern und Italien exportiert wurde. Daraus resultierte die starke Stellung des Wollmarkts von Burgos. Burgos’ Kaufleute unterhielten in Antwerpen, Bayonne, Bordeaux, Brügge, Dieppe, Florenz, Harfleur, La Rochelle, London, Nantes und Rouen bedeutende Kontakte. Daneben entstanden aber auch in Medina del Campo, Valladolid, Villalón de Campos und Medina de Rioseco angesehene Märkte, vor allem der im Mai und Oktober abgehaltene Jahrmarkt in Medina del Campo für Wolle, Tuche und Getreide. Im Süden gewannen – auch dank Genueser Kaufleute – die Märkte von Sevilla und Cádiz große Bedeutung.

## Folgen
Wie ein heutiges Entwicklungsland exportierte Kastilien vorwiegend seine Rohstoffe: Um Fertigprodukte, wie flämisches Tuch, Stoffe aus Toulouse, Carcassonne, Narbonne und Montpellier, Leinen aus Lucca und Venedig, Leinwand, Kupfer, Zinn sowie Manufakturartikel wie Glas aus Venedig und Metalle zu importieren, wurden Rohstoffe wie Wolle, Salz von Ibiza, Cartagena und Cádiz, Eisen aus Guipúzcoa und Vizcaya oder Quecksilber und Zinnober aus der Mine von Almadén, Alaun aus den Bergwerken von Mazarrón exportiert.
Da Kastilien trotz des reichlichen Rohstoffs Wolle – anders als Flandern – nicht genügend Kapazitäten in der "Schlüsselindustrie" Tuchmanufaktur besaß, um die Inlandsnachfrage zu decken, beantragten die Cortes in Madrigal 1439 das Verbot von Wollexport und Tuchimport. Die Cortes bestimmten 1438 und 1462 in Gesetzen, dass ein Drittel der Wolle den kastilischen Werkstätten vorbehalten werden müsse. In ihrer Blütezeit basierte die spanische Wollerzeugung auf mehr als 4 Mio. Schafen und exportierte für jährlich ¼ Mio. Dukaten Rohwolle. Dabei konzentrierte sich die Produktion feinerer und besserer Stoffe für den Export in den Tuchmanufakturen von Baeza, Ciudad Real, Córdoba, Cuenca, Murcia, Sevilla, Úbeda und Toledo, während in Ávila, Palencia, Salamanca, Segovia, Valladolid und Zamora grobere Wolle von schlichterer Qualität für den Inlandsmarkt und den Export nach Portugal und Granada produziert wurde.
Im 15. Jahrhundert erzielte insbesondere Cuenca große Fortschritte durch die Einführung von "gremios" (= Zünften) bei den Handwerkern. Versuche eines "Qualitätsmanagements" zur Vereinheitlichung der Qualität stellten königliche Erlasse von 1500 und 1511 dar. Allein in Toledo wurden 50.000 Menschen durch die Tuchfabrikation beschäftigt. Dabei stand Kastilien jedoch in Wettbewerb zu anderen namhaften Zentren der Tuchproduktion in Italien und Flandern. Infolge der verheerenden Wirkung des Hundertjährigen Kriegs war die englische und französische Konkurrenz auf der iberischen Halbinsel anfangs gering.
Auch der Anbau und die Verarbeitung von Baumwolle, Flachs und Hanf sowie der Färbe- und Beizmittel Färberwaid, Färberkrapp, Scharlachfarbe, Lackmusflechte oder Sumach unterstreichen die zentrale Bedeutung der Textilerzeugung. Die hohe Rentabilität der Olivenhaine der Aljarafe beruht beispielsweise weniger auf der Verwendung des Olivenöls für die Ernährung als auf seiner Verwendung in der andalusischen Seifensiederei und seinem Export als Reinigungsmittel für die Textilmanufakturen Flanderns und Englands.
Das geringe politische Gewicht der Weber und ihrer Zünfte beruht auf der Übermacht der "haceros" oder "señores de los paños", Großhändlern, die als Eigentümer aller Produktionsmittel die zu produzierende Qualität festlegten und die Vermarktung übernahmen. Gleichzeitig stellten sie in den Städten das Patriziat (= homes principales), das die lokalen Entscheidungen traf, sich an aristokratischer Lebensweise orientierte und Pachtzinsen dem Handelsrisiko vorzog.
Die mächtige Vereinigung der Schafzüchter übernahm allerdings die Versorgung der durch die Weidewirtschaft ruinierten Bauern des "regadío" bzw. "secano", des Trockenfeldbaus. Sie beteiligte sich ihrerseits an der extremen Waldvernichtung, die die Verwüstung von Teilen Spaniens, z. B. der Extremadura und der Provinz Almería zur Folge hatte. Mit der Einführung der Baumwolle wurde die Schafzucht immer weniger attraktiv.

## Weitere Verbände der Viehzüchter
Die kastilische Mesta war zwar die größte und mächtigste Organisation der Viehzüchter in Spanien, neben ihr gab es jedoch weitere „Mestas“. Darunter war die Casa de Ganaderos de Zaragoza in Aragonien wohl die einflussreichste.
Die Zusammenschlüsse lassen sich grob in drei Kategorien einteilen. Da gab es zum einen die althergebrachten lokalen Versammlungen der Viehhalter, die im Bereich Kantabriens und der Pyrenäen teilweise bereits vor der Zeit der Westgoten bestanden. Während des 13. und 14. Jahrhunderts wurde einigen Städten in León, Kastilien und in der Extremadura in Fueros das Recht eingeräumt, otero (Coria, Usagre, Plasencia, Cáceres) oder esculca (z. B. Cuenca) genannte Versammlungen abzuhalten. Sie regelten die Wanderung zwischen den Weiden in der Region und entschieden bei kleineren Rechtsstreitigkeiten, unterstanden aber der Kontrolle des Stadtrats. Ab der zweiten Hälfte des 13. Jahrhunderts wurden in einigen Städten mächtigere, gut organisierte und mit königlichen Privilegien ausgestattete Verbände gegründet. In Kastilien wurden sie als mesta (Albarracín), in Aragonien als ligallo (Calatayud, Teruel, Daroca, Sarrión) bezeichnet. Sie besaßen schriftlich niedergelegte Statuten, einen Alcalde und unterstanden als eigenständige Körperschaften zumindest nicht unmittelbar den Stadträten.
Diese lokalen „Mestas“ kommen als Vorbild für den Honrado Concejo de la Mesta in Betracht, allerdings entstanden sie zeitgleich oder später. Der ältesten bekannten mesta in Alcaraz (Provinz Albacete) wurden ihre Privilegien 1266 durch Alfons X. verliehen.

## Heutige Bedeutung
Heute betreiben nur noch sehr wenige Schäfer die Transhumanz über die erhaltenen cañadas. Viehtränken verfallen oder werden umgestaltet, Autobahnen und Eisenbahnen zerschneiden die jahrhundertealten Weidewege. Lagen die Weiden, welche die Schafherden auf ihren jährlichen Wanderungen passierten, entlang dieser Wege maximal eine Tagesreise voneinander entfernt, so müssen heute manche Strecken mit dem LKW überwunden werden, weil sonst die Etappen für die Herde zu groß würden und außerdem Probleme mit dem Automobilverkehr hinzukämen.